# Lijst van heren en vrouwen van Herlaar
Het Kasteel Oud-Herlaar ligt bij Sint-Michielsgestel en vormt de zetel van de belangrijke heerlijkheid Herlaar.
Vermeldingen van de eerste heren en vrouwen zijn fragmentarisch en zijn gebaseerd op geïsoleerde documenten zoals schenkingsaktes en dergelijke.
De lijst van heren en vrouwen van Herlaar, omvat de volgende personen.
1. Dirk, heer van Herlaar, genoemd in documenten van Godfried III van Leuven (1142-1190)
2. Petronella, vrouwe van Herlaar, in charters van de priorij van Postel, in 1227 en 1235
3. Dirk, heer van Herlaar (en zijn broer Godfried) in 1243 en 1246, onder meer in een charter van de Abdij van Berne
4. Dirk, heer van Herlaar, in oorkonden van 1269 en 1276
5. Dirk, heer van Herlaar, en zijn zoon Art, in oorkonden van 1280
6. Art, heer van Herlaar, in een oorkonde van 1296
7. Dirk, heer van Herlaar, in een oorkonde van 1305
8. Gerard van Loon, gehuwd met Aleid, heer van Herlaar 1306-1314

Het bezit gaat over op de familie van Horne
1. Gerard I van Horne (1270-1331), heer van Perwijs, heer van Herlaar 1314-1330
2. Irmgard van Kleef, weduwe van Gerard I, vrouwe van Kranenburg en Herlaar 1330-1357
3. Dirk van Horne (1320-1378), heer van Perwijs en Herlaar 1357-1380
4. Willem van Horne (1370-1400), heer van Duffel en Herlaar en zijn broer Hendrik (1370-1408), heer van Perwijs
5. Maria van Horne (1395-1433), vrouwe van Herlaar (dochter van Willem), gravin van Marr
6. Jan van Horne (1395-1447), heer van Perwijs en Herlaar, Duffel, Geel, enz.
7. Hendrik van Horne (1422-1483), heer van Perwijs en Herlaar
8. Elisabeth van Horne, oudste dochter van Hendrik, vrouwe van Herlaar, vrouw van Jan van Rotselaar

Het bezit gaat over op de familie van Merode-Pietersheim. De cijfercombinaties verwijzen naar de personen die genoemd worden op Huis Merode.
1. Johan IV van Merode, heer van Merode, Pietersheim, Oirschot en Herlaar (1411-1481) (11.2.1.2.1.)
2. Richard IV van Merode, heer van Herlaar, enz. (1460-1523) (12.2.1.2.1.3.)
3. Hendrik I van Merode, heer van Herlaar, enz. (1505-1564) (13.2.1.2.1.3.1.)
4. Johan IX van Merode, heer van Herlaar, enz. (1535-1601) (14.2.1.2.1.3.1.)
5. Maria Margaretha van Merode, getrouwd met Jan van Wittem
6. Margaretha van Wittem van 1601 tot 1627, hierna overgeërfd door:
7. Maria Elisabeth II Clara van den Bergh x Albert van den Bergh, markiezin van Bergen op Zoom

Nu kwam Herlaar aan de Markiezen van Bergen op Zoom en bleef dat tot het bewind van de laatste markies:
- Karel Theodoor van Palts-Sulzbach, dat van 1728-1799 duurde. In de beginjaren van dit tijdvak was Karel Theodoor nog minderjarig. Het bouwvallige Oud-Herlaar werd in 1736 verkocht en afgebroken.